# Domburg (Suriname)
Domburg è un comune (ressort) del Suriname di 5.554 abitanti al censimento 2004.